# Stefanaconi
Stefanaconi – miejscowość i gmina we Włoszech, w regionie Kalabria, w prowincji Vibo Valentia.
Według danych na rok 2004 gminę zamieszkiwało 2490 osób, 108,3 os./km².